# 本山彦一
本山 彦一（もとやま ひこいち、嘉永6年8月10日（1853年9月12日） - 昭和7年（1932年）12月30日）は、日本の実業家、政治家。大阪毎日新聞社長、貴族院勅選議員。号は松蔭。

## 経歴
肥後国熊本城下（現・熊本市中央区）に生まれる。熊本藩士・本山四郎作の長男にして、元治元年（1864年）に家督を相続する。
藩校・時習館で漢籍を修めたのち、明治4年（1871年）に上京して箕作秋坪に学び、明治9年（1876年）、慶應義塾に入学し、のち慶應義塾大学予科を卒業。在学中に「協議社」を組織し、新聞に投書を始める。
明治11年（1878年）兵庫県属となり、神戸師範学校長、牛場卓蔵の藤田組支配人となる。時事新報記者、岡山県児島付近の開墾に従事し明治生命、山陽鉄道、大阪製糖、南海鉄道等の取締役を歴任。関西経済界に推され大阪毎日新聞社長となり、以後発展に従事する。東京日日新聞を合併し毎日新聞の祖を作った。
明治22年（1889年）から大阪毎日新聞の相談役となり、明治31年（1898年）に原敬が社長になると、両者分担して社務に当たる。明治36年（1903年）に社長となる。毎日新聞社の発展はこの本山時代に築かれたものと言われる。明治39年（1906年）には東京進出を図り、『毎日電報』を発刊、さらに明治44（1911年）、東京初の日刊紙『東京日日新聞』を譲り受けて毎日電報を合併、日本を代表する全国紙を築き上げた。
大正10年（1921年）には臨時国語調査会委員として持論の漢字制限を提議するなど先見性は高く評価されている。大正11年（1922年）には『エコノミスト』、『サンデー毎日』、『英文毎日』、『点字毎日』を発行したほか、富民協会の設立など社会文化事業にも大きく貢献した。その他、明治生命保険相互会社取締役、東亜調査会長、国際観光委員会、文政審議会委員を兼任した。
昭和5年（1930年）12月23日に貴族院議員に勅選され、同和会に所属し死去するまで在任した。

## 栄典
位階
- 1932年（昭和7年）12月30日 - 従四位[4]

勲章
- 1915年（大正4年）11月10日  - 勲三等瑞宝章[5]
- 1928年（昭和3年）11月10日 - 勲二等瑞宝章[6]
- 1932年（昭和7年）12月30日 - 勲一等瑞宝章[4]